# Бонево (Люблінське воєводство)
Бонево (пол. Boniewo) — село в Польщі, у гміні Файславиці Красноставського повіту Люблінського воєводства.
Населення — 223 особи (2011).

## Демографія
Демографічна структура станом на 31 березня 2011 року:
|          | Загалом | Допрацездатний вік | Працездатний вік | Постпрацездатний вік |
| -------- | ------- | ------------------ | ---------------- | -------------------- |
| Чоловіки | 111     | 28                 | 70               | 13                   |
| Жінки    | 112     | 30                 | 58               | 24                   |
| Разом    | 223     | 58                 | 128              | 37                   |